# Драгош Крістьян Коман
Драгош Крістьян Коман (16 жовтня 1980) — румунський плавець.
Учасник Олімпійських Ігор 2000, 2004, 2008 років.
Призер Чемпіонату світу з водних видів спорту 2003 року.
Призер Чемпіонату світу з плавання на короткій воді 2004 року.
Призер Чемпіонату Європи з водних видів спорту 1999, 2000, 2002, 2004, 2008 років.
Переможець літньої Універсіади 2007 року, призер 2001, 2003 років.